# Eugenio Corsini
Eugenio Corsini (Niella Belbo, 19 luglio 1924 – Rivoli, 22 marzo 2018) è stato un filologo e critico letterario italiano.

## Biografia
Dopo aver frequentato le scuole medie e superiori presso il seminario di Alba, dove è stato allievo di don Natale Bussi, ha conseguito il diploma di maturità classica da privatista presso il liceo classico della stessa città. Si è poi iscritto all'Università di Torino, dove si è laureato in Letteratura cristiana antica con Michele Pellegrino. Ha perfezionato i suoi studi a Parigi (Sorbona, École pratique des hautes études) e a Roma (Istituto biblico). Ha tenuto presso l'Università di Torino dal 1968 al 1980 la cattedra di Letteratura cristiana antica (dal 1966 al 1973 anche l'incarico di Filologia bizantina), e dal 1980 al 1999 quella di Letteratura greca.
È stato socio nazionale residente dell'Accademia delle Scienze e fondatore e condirettore della rivista Civiltà classica e cristiana (1980-1993). Nel 1989 ha vinto il Premio per la saggistica «Città di San Salvatore Monferrato. Carlo Palmisano».
Con un gruppo di colleghi-amici, tra i quali Giorgio Bàrberi Squarotti, Gian Luigi Beccaria, Marziano Guglielminetti, Claudio Magris, negli anni settanta e ottanta ha fatto parte della redazione di Sigma (1964- 1975), rivista interdisciplinare che pubblicava saggi di linguistica, testi di narrativa e poesia, scritti di critica letteraria.

## Attività critico-filologica
La produzione scientifica di Corsini, così come la sua attività didattica, è stata caratterizzata dall'attenzione alle connessioni e all'integrazione fra diverse discipline, classiche e moderne. I suoi interessi hanno infatti spaziato tra il mondo classico e quello biblico-cristiano, arrivando a toccare anche la tradizione successiva, medievale e moderna.
Per quanto riguarda l'ambito cristiano dei suoi studi, Corsini ha ereditato da Michele Pellegrino, suo predecessore sulla cattedra, l'approccio squisitamente letterario agli autori, secondo quella visione della letteratura cristiana antica come vera letteratura che il suo maestro aveva inaugurato. Si è occupato di letteratura martirologica, di Gregorio di Nissa, Origene, Orosio, Sinesio, Agostino e, in campo biblico, soprattutto del Vangelo di Marco e dell'Apocalisse.
Tra i suoi lavori nell'ambito della letteratura greca, si segnalano lo studio sulla Poetica di Aristotele e la tragedia e le ricerche su Aristofane, condotte a partire dal 1980.
Nell'ambito modernistico, i suoi studi su Pavese e Fenoglio rimangono tuttora dei capisaldi della bibliografia critica sui due autori. Tra i lavori su Pavese, è da ricordare quello del 1964 sui Dialoghi con Leucò, un saggio pionieristico sul tema del classicismo pavesiano. Su Fenoglio, che conobbe personalmente e di cui fu amico, Corsini ha svolto uno studio filologico in relazione ad uno dei più intricati e controversi problemi della critica novecentesca, quello relativo alla cronologia del Partigiano Johnny.

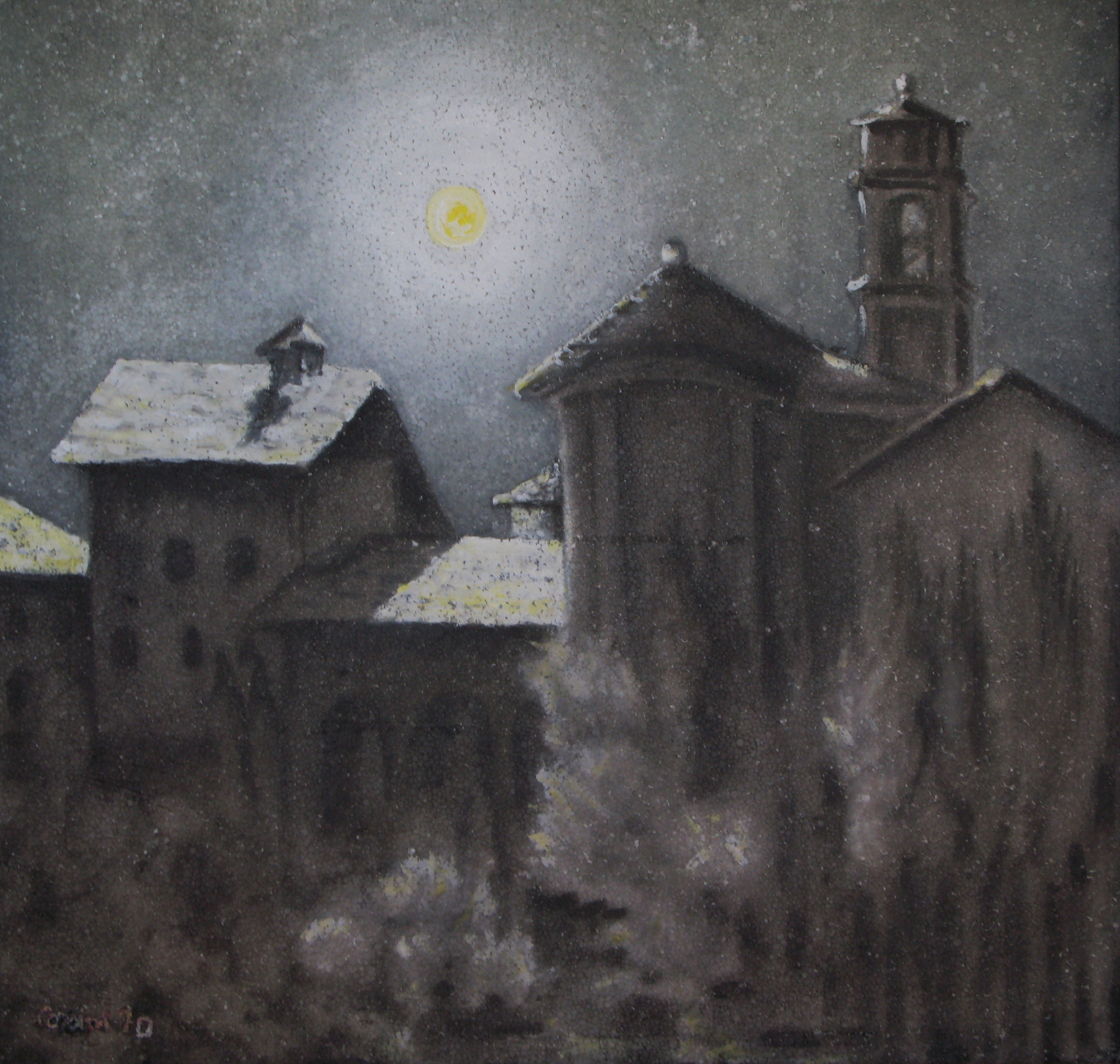
Eugenio Corsini, Luna a San Benedetto, dipinto acrilico

## Altri interessi
All'impegno di filologo e studioso di letteratura, Corsini ha inoltre spesso affiancato l'attività del polemista militante, collaborando con quotidiani e periodici (La Stampa, Il Nostro Tempo, Avvenire, L'Osservatore Romano...).
Nella sua personalità eclettica, di vero «umanista» sempre alla ricerca «di totalità umana di esperienze», secondo la definizione di Giorgio Barberi Squarotti, complementari alla produzione scientifica sono state la creazione letteraria e la sperimentazione nell'ambito delle arti figurative.  Corsini è infatti autore di poesie e racconti - scritti soprattutto negli anni cinquanta e sessanta - che solo in parte sono stati pubblicati mentre era in vita, ricevendo significativi apprezzamenti critici. Nel dicembre del 2024, in occasione del centenario della nascita, hanno visto la luce, per i tipi di Lindau, due volumi che raccolgono l’intera produzione letteraria di Corsini: Come è questo giorno e altro. Poesie 1952-1985, a cura di Giovanni Barberi Squarotti, e La rondine bianca e altri racconti, a cura di Valter Boggione.
Quanto alle arti figurative, si è cimentato nella pittura e, meno spesso, nella scultura, rivelando particolare attitudine al disegno, spesso ispirato a temi letterari o biblici, e alla rappresentazione di paesaggi, nature morte, figure umane e animali delle natie Langhe.

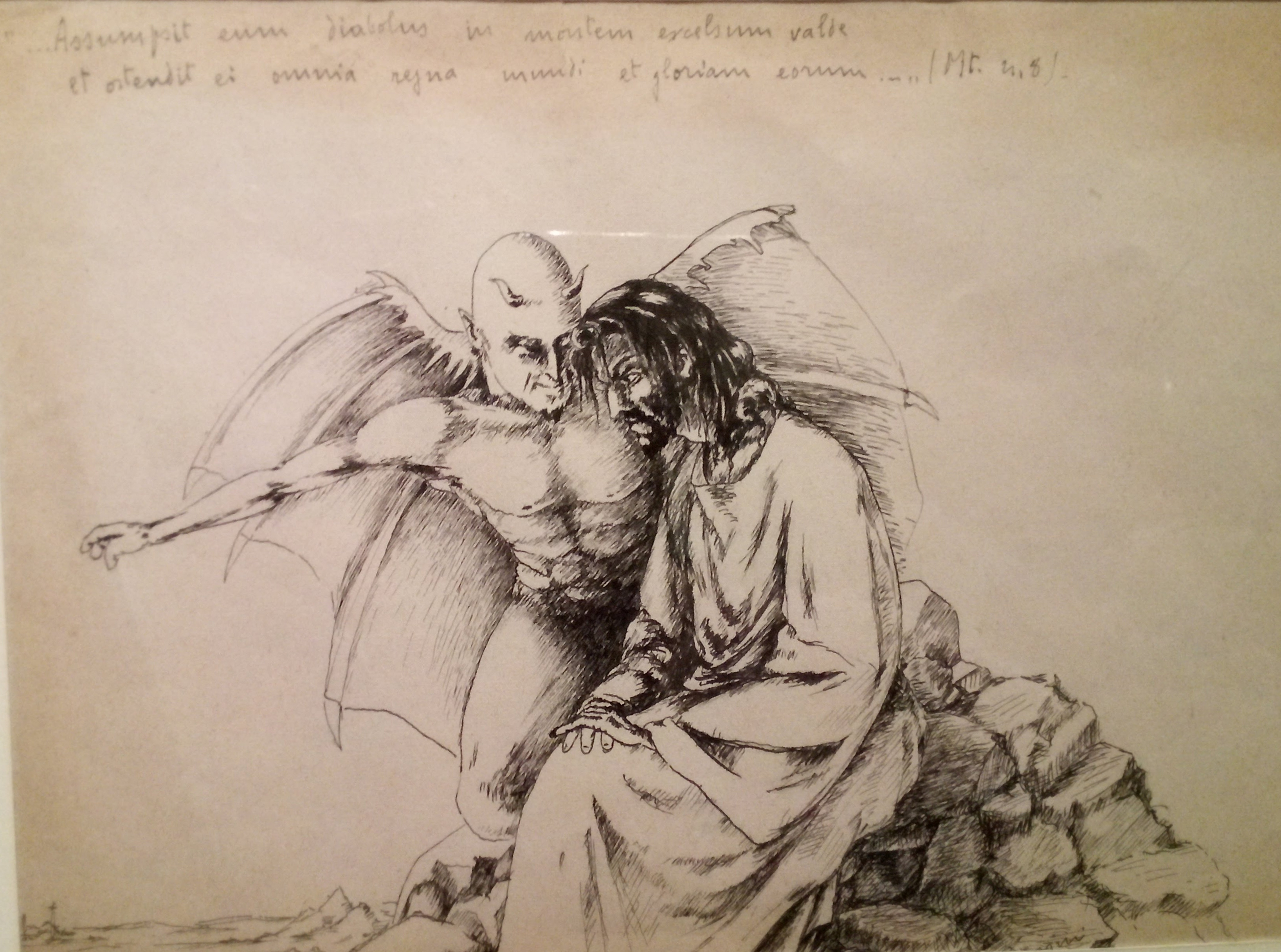
Eugenio Corsini, La tentazione di Gesù, disegno a china

Della tradizione e della cultura langarola Corsini è stato non solo un cantore attraverso la creazione letteraria e artistica, ma anche un vero e proprio custode, che ha cercato di proteggerne la memoria mediante l'azione concreta.

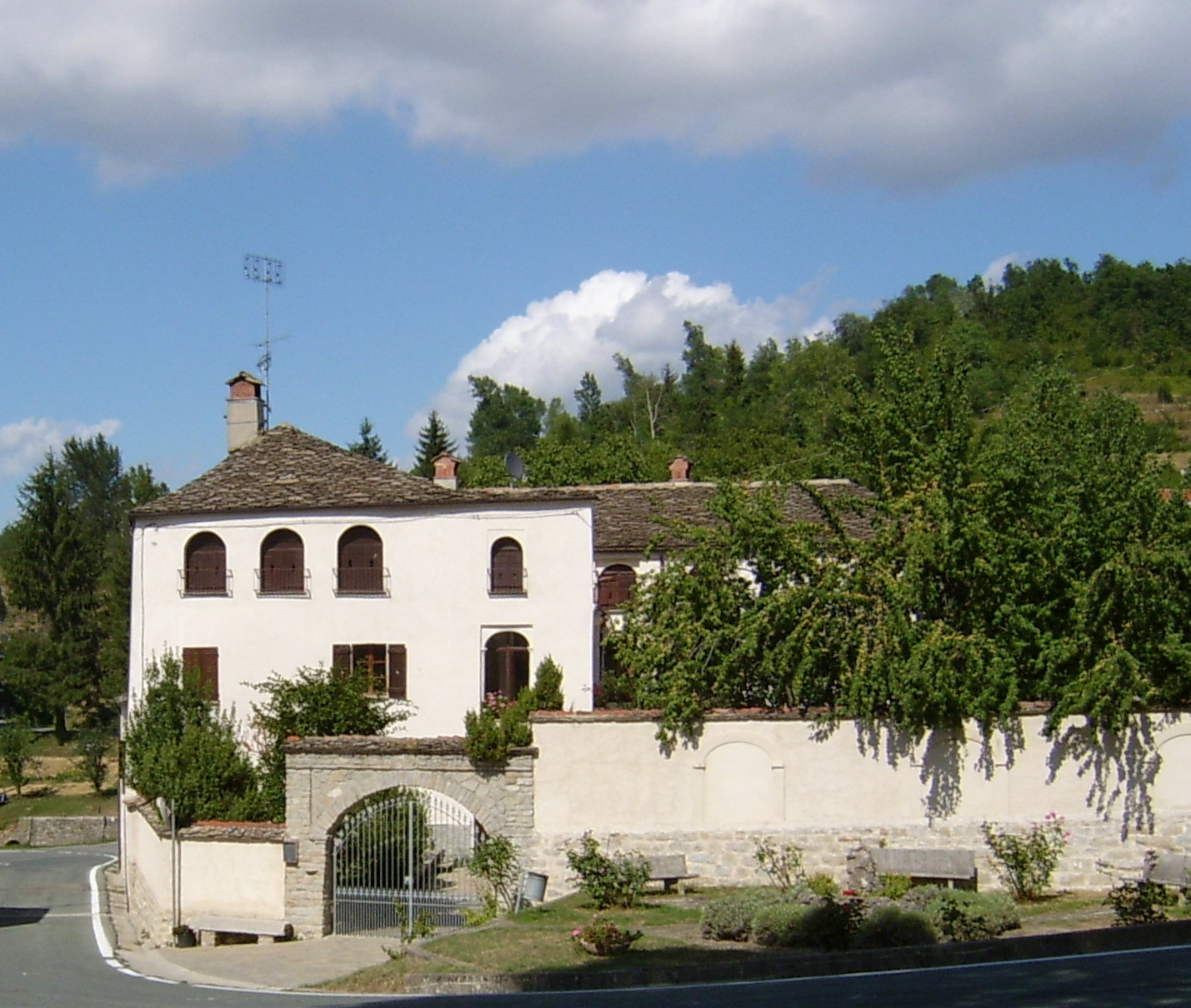
La "casa della maestra", San Benedetto Belbo

Fortissimo il suo legame con San Benedetto, paese al quale si legò sin dalla primissima infanzia, frequentandovi le scuole elementari, e dove tornò alla fine degli anni '60, comprando e restaurando l'antica maestosa dimora della sua maestra, Luigia Chiavarino, la nota "casa della maestra", presenza costante nei racconti di Fenoglio, che appoggiato al suo muro esterno era solito sedersi a scrivere durante i frequenti soggiorni a San Benedetto. In paese, e in tutte le Langhe, Corsini fu per decenni una presenza viva e costante, un personaggio noto per le sue iniziative originali e innovative.  Oltre che amministratore comunale e presidente della Pro Loco, fu fondatore della cantoria "La Betulla", che per oltre vent’anni portò ovunque i canti popolari piemontesi, e istituì un Festival per l’esibizione e la premiazione di cantorie. Fu inoltre promotore di iniziative culturali, mostre e convegni, fondò una cooperativa agricola e ideò la realizzazione del Lago delle verne. Non perse mai occasione di adoperarsi, con la parola e con l'azione, per illustrare e custodire ogni aspetto della civiltà langarola, che si trattasse di "masche", di cura dei boschi, di canti e racconti popolari, di vino e cibi o della suggestiva "festa dei Micun", antica tradizione sanbenedettese.

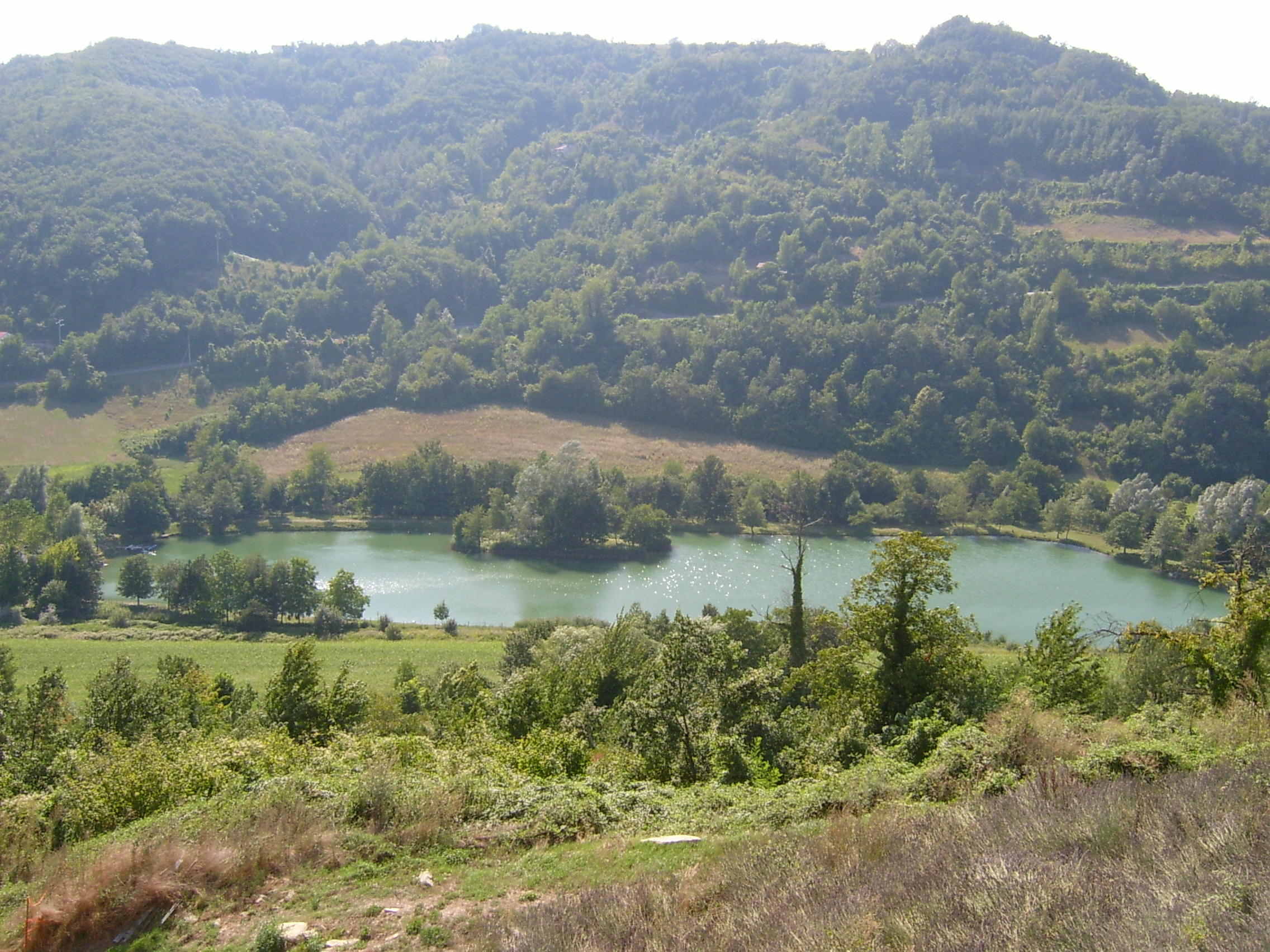
San Benedetto Belbo, Lago delle verne

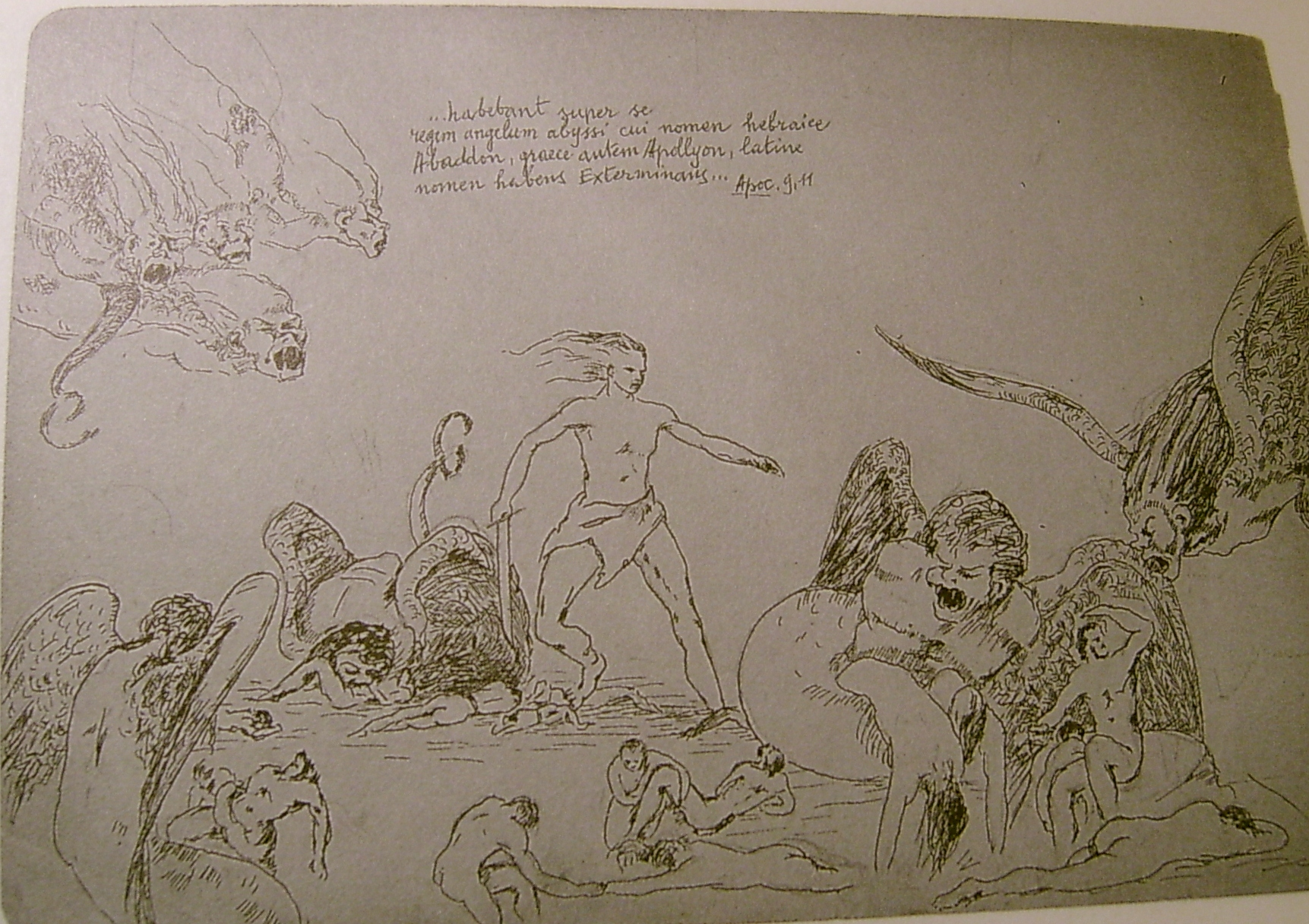
Eugenio Corsini, L'invasione delle cavallette infernali, Ap 9,11 ss., disegno a china

## L'interpretazione dell'Apocalisse
Indubbiamente la sfida più importante che Corsini ha affrontato è stata l’interpretazione dell’Apocalisse di Giovanni. Il lavoro su questo testo, a cui si è dedicato ininterrottamente nella sua carriera di studioso, si è tradotto nella produzione di numerosissimi articoli e in un commento pubblicato la prima volta nel 1980 (Apocalisse prima e dopo, Torino, SEI) e ripubblicato nel 2002 in una nuova rielaborazione, in cui sono aggiornate e approfondite numerose questioni esegetiche (Apocalisse di Gesù Cristo secondo Giovanni, Torino, SEI)
Dell'Apocalisse, testo complesso, oscuro, irto di simbolismi indecifrabili, Corsini ha proposto una lettura inedita e audace, in contrasto con l'esegesi tradizionale, per lo più incentrata sulla convinzione che il libro parli delle catastrofi che accompagneranno la fine del mondo e la seconda venuta di Cristo.  La sua interpretazione controcorrente ha suscitato dibattiti, polemiche e anche notevoli echi mediatici, raggiungendo un pubblico internazionale, ed è diventata un punto di riferimento imprescindibile per gli studiosi.

### Il metodo interpretativo
Al centro della lettura innovativa di Corsini sta innanzitutto il recupero del significato originario del termine «apocalisse» così come Giovanni l’ha usato all’inizio del suo libro, contro l’uso catastrofista che se ne è diffuso nel linguaggio e nella cultura correnti.
«Apocalisse» è infatti in primo luogo «disvelamento», «rivelazione»  (in greco, apokálypsis, da apó-kalýpto, «alzo il velo»), e dunque lo scritto giovanneo è «rivelazione di Gesù Cristo», nel duplice senso di una rivelazione di cui Gesù è autore e contemporaneamente oggetto. Il contenuto autentico del libro di Giovanni è infatti, secondo Corsini, la progressiva rivelazione di Cristo nella storia, dalla creazione del mondo fino al momento culminante della sua incarnazione, morte e resurrezione, e non il suo ritorno alla fine dei tempi accompagnato da una serie terribile di eventi catastrofici, come a lungo si è ritenuto, secondo un'interpretazione millenaristica la cui origine è però posteriore alla redazione del testo di Giovanni e alla sua fruizione da parte delle prime comunità cristiane. È vero, infatti, che un'interpretazione escatologica dell'Apocalisse è attestata già nel II secolo, e consolidata nel III, ma è ben documentabile - e da Corsini documentata - un tipo di ricezione ben diversa del testo tra i primissimi cristiani, che ne davano una lettura in chiave non millenaristica ma cristologica e ecclesiologica, in senso tutto spirituale. Soprattutto la conoscenza approfondita della letteratura martirologica e di Origene, noto antimillenarista che nelle sue opere richiama continuamente l'Apocalisse come coronamento e approfondimento di molti aspetti della sua cristologia, ha alimentato in Corsini, già dai suoi primi studi, il sospetto che andasse riconsiderata la storia della più antica interpretazione di questo difficile testo, e quindi anche il suo senso autentico e originario.
In piena consonanza con le antiche letture in chiave teologica, Corsini è giunto alla convinzione che nelle varie scene dell'Apocalisse Giovanni racconti e reinterpreti in linguaggio simbolico gli snodi principali dell’opera divina, gli eventi fondamentali della storia sacra, sulla quale la venuta del Messia ha definitivamente "tolto il velo": la creazione, la caduta degli angeli ribelli e dell'uomo con le sue conseguenze di violenza e morte, le vicende del popolo eletto, le sue tribolazioni e le sue colpe, l'esodo dall'Egitto, la fondazione della Legge, l'attesa e il preannuncio della venuta del Messia.Una sequela di vicende storiche che hanno infine trovato il loro compimento in Cristo, il Messia promesso, e nella sua azione di redenzione universale: l'apocalisse, dunque, è già avvenuta, nella morte di Gesù, che è il fine dell’Antico Testamento e di tutta la storia, preannunciato e atteso fin dalla creazione.
A queste conclusioni Corsini giunge attraverso una lettura del testo che lo pone continuamente in relazione con le sue fonti, che per lo studioso sono prevalentemente veterotestamentarie. È rifiutata la tesi, sostenuta nella maggior parte dei commenti, di uno stretto rapporto tra l'Apocalisse e gli scritti apocalittici giudaici: il punto di riferimento fisso è per Giovanni l'Antico Testamento, soprattutto Genesi, Esodo, Daniele, Ezechiele e Zaccaria. Si tratta dei testi che erano già compresi nel canone e che Giovanni utilizza con intento esegetico, introducendo delle varianti che ne sono sempre precise interpretazioni. In particolare, proprio la fitta presenza di richiami e citazioni degli autori e dei passi veterotestamentari che hanno un contenuto messianico spiega perché nel succedersi delle visioni dell'Apocalisse la venuta di Gesù appare talora come proiettata nel futuro: Giovanni adotta lo stile e le parole degli antichi profeti per dimostrare che il Messia da loro annunciato è Gesù e che il suo regno si è già instaurato.

### La struttura compositiva dell'Apocalisse
Dell'Apocalisse Corsini mette in luce l'aspetto letterario molto curato, la struttura coerente, unitaria e ben pianificata. Il testo risulta suddiviso in quattro blocchi di settenari (sette lettere, sette sigilli, sette trombe, sette coppe), compresi tra i capp. 1, 9 e 22,5.  I quattro blocchi comprendono anche ampie parti di raccordo - che fungono da proemi o sviluppi dei settenari - e sono preceduti da un prologo (1, 1-8) e seguiti da un epilogo (22, 6-21).
Tra i vari settenari sono evidenti le riprese, i richiami, le analogie. Gli eventi, infatti, non si susseguono cronologicamente, ma vanno letti secondo la teoria "della ricapitolazione". Il tema centrale dell'Apocalisse, che per Corsini è la meditazione sulla storia umana, una vicenda di peccato e riscatto, di lutto e di speranza, coronata dalla redenzione universale portata da Cristo, ritorna circolarmente in ognuno dei settenari, ripreso ogni volta con varianti e approfondimenti, con un movimento a spirale, in un avanzare lento e inesorabile verso una prospettiva sempre più allargata. Il punto d'arrivo è sempre lo stesso, ma nella progressione dei settenari viene messo a fuoco con crescente nitidezza. L'ultimo elemento di ogni settenario, infatti, rappresenta sempre una conclusione, una fine, un compimento: il compimento del «mistero di Dio», l'attuazione del suo piano salvifico, che si verifica nella morte di Gesù Cristo. È questo l'evento cruciale che Corsini vede suggerito nella conclusione dei primi due settenari, chiaramente espresso alla fine del settenario delle trombe, e esplicitamente e lungamente descritto nel finale del libro, dopo la settima coppa, nella sua duplice conseguenza di condanna e punizione delle forze malvagie e raduno dell'umanità redenta nella «nuova Gerusalemme», che altro non è, secondo lo studioso, che la rappresentazione simbolica della nuova comunità dei fedeli di Gesù, diventati in virtù del sacrificio di Cristo «re e sacerdoti», e ormai pienamente in grado di gustare i frutti dell'«albero della vita». Già qui e fin da ora, nella dimensione della realtà terrena, e non in un tempo escatologico.

### Il settenario dei sigilli: la storia sacra dalla creazione alla morte di Cristo
L'interpretazione che Corsini propone del settenario dei sigilli,  il più conosciuto dell'Apocalisse, quello che più di tutte le altre visioni evoca nell'immaginario collettivo l'ultimo libro del Nuovo Testamento, può fornire un esempio efficace del metodo utilizzato dallo studioso e dei risultati esegetici che produce la sua prospettiva di escatologia realizzata.
Il settenario è preceduto da un proemio, che già ne anticipa il senso e che si articola in due quadri successivi (4,1-5,14), esemplati sulla celebre visione messianica di Daniele dell'Antico dei giorni e della venuta del Figlio dell'uomo sulle nubi (Dn 7,1 ss.). Nel primo quadro Corsini vede un'allegoria della creazione: Giovanni vi descrive un «Seduto sul trono» (Dio Padre), al centro dell'universo, circondato da una corte angelica e oggetto, da parte di questa, di una perenne liturgia cosmica di ringraziamento in quanto creatore di tutte le cose. Questa rappresentazione cosmica è lo sfondo anche del secondo quadro, che Corsini interpreta come un'allegoria della redenzione. Vi compare dapprima  «un libro scritto dentro e fuori, sigillato con sette sigilli», che «nessuno né in cielo né in terra né sotto terra» è in grado di guardare e di cui nessuno può aprire i sigilli. Ma ecco apparire un Agnello, «come sgozzato», ma «ritto in piedi», evidente simbolo del Cristo morto e risorto: egli è «il leone della tribù di Giuda, la radice di David», che ha vinto, ha avuto cioè il potere di prendere il libro e di aprirne i sigilli. Il libro, che passa dalle mani del Seduto sul trono all'Agnello, è il simbolo della vita che ha in Dio la sua fonte prima e che viene restituita agli uomini attraverso la mediazione di Cristo, la sua morte e resurrezione. I sigilli che impediscono l'apertura del libro simboleggiano la colpa originale, in conseguenza della quale l'umanità è stata esclusa dalla vita eterna e dalla comunione con Dio, che solo Gesù può ristabilire, come conferma il «canto nuovo» che si leva da tutte le creature in onore dell'Agnello: «Degno sei tu di prendere il libro e di aprirne i sigilli, perché sei stato sgozzato e hai riscattato a Dio con il tuo sangue uomini da ogni tribù, lingua, popolo e nazione, e li hai fatti re e sacerdoti per il nostro Dio, ed essi regneranno sulla terra» (5,9 ss.).
La storia sacra, di cui il proemio ha presentato l'inizio (creazione) e la fine (redenzione ad opera di Cristo) viene poi esposta attraverso una serie di visioni che corrispondono all'apertura dei sette sigilli del libro da parte dell'Agnello. Le prime quattro sono collegate tra loro da un elemento comune: l'apparizione successiva di quattro cavalli, di vario colore, montati dai loro cavalieri (6,1-8). Questa celeberrima rappresentazione, lungi dall'essere l'evocazione dei flagelli spaventosi che si scateneranno alla fine dei tempi, costituisce per Corsini un’allegoria della storia spirituale dell’umanità prima di Cristo. Il binomio cavallo-cavaliere rappresenta l’uomo nella sua ambivalenza. Il primo cavallo, bianco, con cavaliere dotato di arco, incoronato e vittorioso,  simboleggia l'uomo come essere perfetto, signore del creato, in amicizia con Dio, nel momento della creazione. A seguito del peccato originale egli diventa però creatura esiliata e reietta, condannata a subire gli stenti, la fatica, la penuria di cibo, la violenza e la morte. Ecco apparire, infatti, il secondo cavallo, rosso fuoco, cavalcato da un cavaliere dalla grande spada, al quale «fu dato potere di togliere la pace dalla terra», che simboleggia per Corsini la guerra come conseguenza della colpa originale. Il terzo cavallo rappresenta la fatica, il duro lavoro, la miseria a cui è condannato l'uomo: è infatti nero e il suo cavaliere tiene in mano una bilancia, mentre una voce accenna allo scarseggiare dei prodotti base dell’alimentazione: pane, olio, vino. Infine appare il quarto cavallo, verdastro, che ha in sella la Morte e dietro Ade, figura allegorica della più grave conseguenza della ribellione umana a Dio: la morte fisica e spirituale.
Se i primi quattro sigilli simboleggiano dunque la creazione e la caduta dell'uomo, negli ultimi tre è rappresentato invece, secondo Corsini, l'intervento salvifico di Dio. Nel quinto sigillo le anime dei giusti rappresentanti dell'antico giudaismo che hanno pagato con la vita la loro fede («sgozzati a causa della parola di Dio e della testimonianza che avevano»: 6,9) ottengono una provvisoria salvezza, in attesa che si compia quel «giudizio» e quella «vendetta» che essi invocano. Giudizio e vendetta che Corsini vede simboleggiati nel «grande terremoto» e negli altri terribili eventi cosmici che si verificano all'apertura del sesto sigillo, chiara allusione alla morte di Cristo e ai suoi effetti. Il quinto e il sesto sigillo alludono quindi, nell'interpretazione di Corsini, alle due fasi della storia sacra: quella antica, in cui la salvezza era concessa a pochi e con determinate limitazioni, e quella nuova, in cui il sacrificio di Cristo ha arrecato la redenzione universale. Lo stesso concetto lo studioso vede espresso più chiaramente nelle due visioni che seguono: quella dei 144.000 segnati in fronte col sigillo di Dio, i salvati dell'antica economia, limitati alle tribù di Israele, e quella della apparizione della grande folla biancovestita, simbolo della salvezza universale e definitiva portata da Gesù.
Anche il settimo sigillo è interpretato da Corsini come un'allusione alla morte di Cristo. Il «silenzio nel cielo come per mezz'ora» (8,1) che si produce alla sua apertura sta a significare la fine del culto giudaico e della mediazione angelica su cui esso era fondato: la venuta del Messia ha inaugurato un nuovo culto e una nuova era, in cui è Gesù l'unico intermediario tra Dio e l'uomo.

### Il simbolo della donna
Particolarmente incisivo è l'intervento interpretativo di Corsini sul simbolo archetipico della donna, un simbolo di importanza cruciale nell'impianto dell'Apocalisse, che compare nel testo declinato in tre diverse modalità: la «donna ammantata dal sole» del capitolo XII, che «è incinta, e grida per le doglie, ed è in grave travaglio per partorire» (12,2), la «prostituta, quella grande» (17, 1 ss.) e poi la «sposa, la moglie dell'Agnello» (21, 9 ss.).
Giovanni riprende il simbolo della donna dalla tradizione giudaica, dove era corrente per indicare Israele nel suo rapporto privilegiato con Dio, ma lo utilizza, secondo Corsini, in maniera originale, modificandolo anche attraverso il contatto con altri simboli e con contesti diversi che ne indirizzano l'interpretazione.
La «donna ammantata dal sole», che appare nel capitolo XII, nelle interpretazioni tradizionali è stata variamente intesa, come la Vergine Maria o Israele o la Chiesa, mentre secondo Corsini rappresenta l'umanità creata da Dio, considerata nella sua condizione originaria, posta al centro del creato, nell'Eden, in posizione privilegiata nella realtà del cosmo, con prospettive radiose di signoria su tutto l'universo: il sole la veste, la luna è ai suoi piedi, dodici stelle le fanno corona (che si tratti di astri o di angeli o di entrambi). Nel figlio che la donna porta in grembo, «destinato a governare tutte le genti con uno scettro di ferro» (12,5), che in passato è stato fin troppo facile identificare come il Messia-Gesù, Corsini vede invece il simbolo delle promesse fatte da Dio all'uomo al momento della creazione, già plasticamente rappresentate, come si è detto, nel primo dei quattro cavalieri dei sigilli, quelle promesse che solo il sacrificio di Cristo, la sua morte e resurrezione, ha finalmente permesso si realizzassero.
Lo sviluppo e le trasformazioni che questo simbolo femminile subisce nel corso dell'opera, secondo lo studioso seguono le tappe fondamentali di svolgimento della storia sacra. La «donna ammantata dal sole» è costretta a fuggire «nel deserto» dall'attacco del «grande dragone», «il serpente delle origini, colui che è chiamato Diavolo e Satana», che le strappa il figlio appena partorito. Nel cielo scoppia poi una guerra: Michele e i suoi angeli combatterono contro il dragone»  e furono infine «scagliati sulla terra» (12,7-9). Si tratta per Corsini di un'allegoria degli eventi biblici successivi alla creazione: caduta e cacciata dall'Eden dell'umanità a causa dell'azione maligna del grande tentatore, guerra tra gli angeli buoni e gli angeli malvagi, cacciata dal cielo di Satana e dei suoi seguaci.
In seguito la donna appare nelle sembianze più tradizionali di «donna-Israele», assistita nella sua permanenza nel deserto dalla protezione vigile di Dio che la ha scelta come depositaria della sua Legge e della promessa di salvezza.
La protezione accordata da Dio non ferma però l'azione delle potenze mortifere: il dragone-Satana, furente per lo scacco subito, perseguita e uccide, tra i discendenti della donna, quelli che «osservano i comandamenti di Dio e hanno la testimonianza di Gesù» (12,17). L'azione satanica si serve di due strumenti umani: il potere politico e il potere religioso corrotti, che Corsini vede allegorizzati rispettivamente nella  «bestia dal mare» e nella «bestia dalla terra» del capitolo XIII. A perseguitare i santi rappresentanti del vero giudaismo, però,  non sono solo i nemici esterni, i vari sopraffattori con cui Israele viene a contatto nel corso della sua vicenda storica. La minaccia viene anche dall'interno: secondo le denunce degli stessi profeti (Geremia, Ezechiele, Amos, Osea), sulla cui linea Giovanni si pone, la corruzione, l'idolatria, l'oppressione dei deboli e dei giusti si sono insinuate in seno al giudaismo, contaminandone i vertici politici e religiosi.

### La  «prostituta, quella grande»
Infatti, quando il simbolo femminile si ripresenta, nella visione del capitolo XVII, ha ormai subito una mostruosa metamorfosi: da «donna ammantata dal sole», «donna-Israele» che viene strappata al dragone e portata «nel deserto» con l'aiuto provvidente di Dio, diventa «la prostituta, quella grande», «ammantata di porpora e di scarlatto, tutta ornata d'oro, di pietre preziose e di perle», che ha un nome scritto sulla fronte: «Mistero, Babilonia, la grande, la madre delle prostituzioni e delle abominazioni della terra», «ubriaca del sangue dei santi e del sangue dei testimoni di Gesù».
Il significato attribuito da Corsini a questo simbolo è sicuramente uno dei punti più discussi della sua interpretazione del libro di Giovanni, quello che ha suscitato più polemiche e anche una sorta di rifiuto. Nella «prostituta, quella grande» o «Babilonia, la grande»,  la maggior parte degli esegeti vede infatti il simbolo di Roma e del suo potere imperiale, mentre Corsini la interpreta come allegoria del giudaismo corrotto, della Gerusalemme che ha tralignato dalle sue origini e dalla sua missione a causa delle perversione delle sue classi dirigenti. L'impero romano è piuttosto raffigurato, secondo lo studioso, nella «bestia scarlatta» su cui la prostituta è seduta (17,3), a simboleggiare la collusione mortifera del giudaismo corrotto con il potere imperiale romano.
L'argomentazione dello studioso parte dal raffronto con la tradizione profetica ebraica, dove l'uso della metafora della prostituzione è molto diffuso ad indicare l'idolatria, il tradimento del rapporto tra Dio e il suo popolo, correntemente presentato come quello tra sposo e sposa. L'accusa di «prostituzione» rivolta contro Gerusalemme è esplicita in Isaia (per es. 1,21) e Geremia (2,20; 3,6; 13,27), e ancora di più in Ezechiele (16,15ss.; 23,5 ss.), che rimprovera alla città di essersi prostituita con Egizi, Assiri, Babilonesi, e la chiama sorella di Sodoma e di Samaria, comunità cananee idolatre e peccatrici, nemiche del popolo ebraico.
Secondo Corsini, Giovanni si trova esattamente sulla stessa linea degli antichi profeti, e infatti in un altro passo del suo libro, nell'episodio dei due testimoni uccisi dalla «bestia che sale dall'abisso», si riferisce in maniera esplicita a Gerusalemme chiamandola «la città, quella grande, che si chiama spiritualmente Sodoma ed Egitto, dove anche il loro Signore fu crocifisso». Nel capitolo XVII, con l'appellativo, in aggiunta a «prostituta»,  di «Babilonia, la grande», egli intende quindi identificarla questa volta con il più temibile dei nemici di Israele, l'impero babilonese, perché ha in mente il crimine più grave commesso dalla città, cioè dalla sua classe dirigente, il culmine dell'infedeltà e del tradimento: il rifiuto di Gesù come Messia e la sua condanna a morte.
Del resto nella stessa tradizione profetica si inserisce Gesù quando, riprendendo a sua volta le dure parole già pronunciate da Giovanni Battista (Mt 3,7), lancia il suo monito violento e minaccioso contro «scribi e farisei ipocriti» (Mt 23ss.) e lo conclude con queste parole: «Gerusalemme, Gerusalemme, che uccidi i profeti e lapidi quelli che ti sono inviati» (23,37). L'arringa profetica di Gesù e le parole di Giovanni sulla «prostituta» hanno secondo Corsini la stessa potenza, la stessa durezza impietosa, ma anche lo stesso orizzonte delle invettive dei profeti antichi: non certo quello dell'odio verso un popolo a cui appartenevano e che amavano profondamente, ma quello della condanna contro una sua parte iniqua e infedele, intrisa di falsa religiosità, che ha smarrito la propria autentica identità. Del resto è l'Apocalisse stessa a mettere in guardia dal possibile equivoco, con le parole di Gesù alla Chiesa di Smirne: «Conosco [...] la bestemmia che ti viene da coloro che si dicono Giudei e non lo sono, ma sinagoga di Satana» (2,9; cfr. anche 3,9)
L'uccisione del Messia, culmine della collusione perversa tra giudaismo mondanizzato («prostituta») e impero romano («bestia scarlatta»), ha però come conseguenza il giudizio divino definitivo, che è rappresentato nella parte finale dell'Apocalisse, con la condanna e distruzione di Babilonia (18,1ss.) e la discesa dal cielo della «nuova Gerusalemme» come una «sposa abbigliata per il suo sposo» (21,1 ss).

### La Gerusalemme celeste, la sposa dell'Agnello
È questa la terza modalità in cui appare a Giovanni la figura della donna, una modalità che Corsini ritiene il coerente sviluppo del simbolo a partire dal suo significato originario. La Gerusalemme celeste nel finale dell'Apocalisse è infatti raffigurata sotto le sembianze della sposa vestita di bisso splendente e puro che si prepara alle nozze con l'Agnello subito dopo la caduta di Babilonia, alla fine del capitolo XVIII (18,7-8). L'immagine è ripresa all'inizio del capitolo XXI: «E anche la città santa, una nuova Gerusalemme, vidi scendere dal cielo, proveniente da Dio, preparata come una sposa abbigliata per il suo sposo» (21,2). La prostituta è dunque ritornata «donna», anzi «sposa», e al posto di Babilonia sorge una nuova città, la Gerusalemme celeste: è il segno dell'avvenuta riconciliazione tra l'umanità e Dio, della nuova definitiva alleanza, della nascita del nuovo popolo eletto che Dio si è scelto non più da una sola nazione, ma «da ogni nazione, tribù, popoli e lingue» (7,9). La «sposa», la «nuova Gerusalemme» rappresenta la piena realizzazione di quelle promesse divine che all'origine, per colpa della tentazione diabolica e della debolezza dell'uomo, non si erano realizzate. Quella vita divina il cui possesso era condizionato, nell'Eden delle origini, ad un divieto, il divieto di gustare dell'albero della conoscenza, ora, dopo la piena e definitiva rivelazione di Cristo, è comunicata a tutti i credenti: nel nuovo Eden, poiché Gesù ha "svelato" fino in fondo il mistero di Dio, esiste un solo albero, l'«albero della vita», che sorge sulle rive del «fiume d'acqua di vita, splendente come cristallo, che sgorga dal trono di Dio e dell'Agnello». La divinità ha posto la sua «tenda» (21,3) in mezzo ai suoi fedeli, re e sacerdoti, in questa città-tempio tutta spirituale, intrisa di luce, ricca di acqua e di frutti, in cui «non ci sarà più la morte, né lutto, né grido di dolore né fatica» perché Dio «asciugherà ogni lacrima dai loro occhi» (21, 4). È questo il «regno» a lungo promesso e finalmente realizzato attraverso il sacrificio di Cristo, una realtà non rinviata alla fine dei tempi, ma presente e operante e offerta come possibilità di vita a tutti gli uomini già qui e ora.

### La venuta perenne di Cristo
In molti si sono chiesti se questa interpretazione dell'Apocalisse, che rinuncia a qualsiasi prospettiva escatologica, non sia eccessivamente rivolta verso il passato e il compimento, e non smorzi un po' troppo la tensione verso il futuro, con il risultato di deresponsabilizzare il credente. La risposta di Corsini è che il senso ultimo dell'Apocalisse appare proprio da ricercarsi nella direzione opposta: se è ormai completa la realizzazione del piano salvifico di Dio, se tutto «è compiuto», allora «il futuro è ormai, davvero e completamente nelle mani dell'uomo», nelle sue scelte libere e consapevoli. Il Messia è venuto,  ha aperto a tutti la possibilità di sconfiggere il male e la morte: sta agli uomini desiderare e invocare presso di sé la sua presenza. È ciò che avviene nell'epilogo dell'Apocalisse, dove un «vieni» risuona ripetutamente, come invocazione dell'assemblea liturgica: «E lo Spirito e la Sposa dicono: 'Vieni!'. Chi ascolta dica: 'Vieni!' Chi ha sete venga, chi vuole prenda gratuitamente dell'acqua di vita» (22,17).

## Opere principali
- Nouvelles perspectives sur le problème des sources de l'Hexaèméron de Grégoire de Nysse, in "Studia Patristica" I,1 ("Texte und Untersuchungen" 63), Berlin, Akademie-Verlag, 1957, pp. 94-103
- La questione aeropagitica. Contributo alla cronologia dello Pseudo-Dionigi, in "Atti dell'Accademia delle Scienze di Torino" 93 (1958-59), pp. 128-227
- Come è questo giorno, Padova, Rebellato, 1962
- Orfeo senza Euridice: i "Dialoghi con Leucò e il classicismo di Cesare Pavese, in "Sigma" 3-4 (1964), pp. 121-146
- Le "Historiae adversus paganos" di Orosio. Passi scelti con commento, in M. Pellegrino- E. Corsini, Letteratura del martirio nei primi secoli cristiani, Torino, Giappichelli, 1966, pp. 83-176
- Dionigi Aeropagita, Pseudo, in Enciclopedia filosofica, vol. II, a cura del Centro Studi Filosofici di Gallarate, Firenze, Sansoni, 1967, cc. 501-507
- Introduzione, traduzione e commento di Origene, Commento al Vangelo di Giovanni, "Classici della Filosofia", Torino, Utet, 1968
- Introduzione alle Storie di Orosio, "Pubblicazioni della Facoltà di Lettere e Filosofia. Filologia classica e Glottologia"2, Torino, Giappichelli, 1968
- Ricerche sul fondo Fenoglio, in "Sigma" 26 (1970), pp. 3-17
- L'harmonie du monde et l'homme microcosme dans le "De hominis opificio" de Grégoire de Nysse, in Epektasis. Mélange J. Daniélou, Paris, Beauchesne, 1972, pp. 455-462
- Proposte per una lettura della "Passio Perpetuae", in Forma futuri. Studi in onore del card. M. Pellegrino, Torino, Bottega d'Erasmo, 1975, pp. 481-541
- Lo Stato come perfetta tragedia, in "Sigma" 9 (1976), pp. 3-42; rist. col titolo Lo Stato come perfetta tragedia. Osservazioni sulla "Poetica" di Aristotele, in La polis e il suo teatro, a cura di E. Corsini, vol. II, Padova, Editoriale Programma, 1988, pp. 111-156
- A proposito dei rapporti di Dante con l'Apocalisse, in Letture Classensi 6.4.1978, vol. VIII, Ravenna 1979, pp. 77-84
- Considerazioni sull'interesse attuale verso il mondo contadino, in Condizione contadina. Ricerca intervento sviluppo, a cura di P. Grimaldi, Torino, Stampatori, 1979, pp. 49-58
- L'Apocalisse di Giovanni nella Catechesi patristica, in Valori attuali della catechesi patristica. Convegno di studio e di aggiornamento (Roma, 24-25 aprile 1978), a c. di S. Felici, Roma 1979, sintesi di F. Bergamelli in Salesianum 40 (1978), pp. 904-905; sintesi di E. Corsini in Salesianum 41 (1979), p. 419
- Valori del mondo contadino, in 1968-1978. Le ideologie e la società civile. Atti del Convegno su "Crisi delle ideologie e destabilizzazione. I valori della società civile" Saint Vincent 1978, Roma, Cinque Lune, 1979, pp. 241-260; 385-388
- La visione dei capitoli IV e V dell'Apocalisse. Proposte per una lettura strutturale, in Dio nella Bibbia e nelle culture ad essa contemporanee e connesse. Atti del Convegno dell'ABI (Roma, 28-30 marzo 1978), Leumann (TO) 1980, pp. 160-217
- Apocalisse prima e dopo, Prefazione di P. Rossano, Torino, SEI, 1980, pp. 561; rist. 1993; tr. ingl. di F. J. Moloney, Wilmington, Delaware, 1983, rist. Eugene, OR 2019; tr. fr. di R. Arrighi, préf. de X. Léon-Dufour, Paris 1984; tr. port., Sâo Paulo 1984, 19922
- Apocalittica e storiografia cristiana, in Mondo classico e cristianesimo. Atti del Convegno su "Mondo greco-romano e cristianesimo" (Roma, 13-14 maggio 1980), Roma 1982, pp. 125-132
- L'imperatore Giuliano tra cristianesimo e neplatonismo, in Il "Giuliano l'Apostata" di Augusto Rostagni, Torino, Accademia delle Scienze, 1983, pp. 45-46
- La donna nel Nuovo Testamento, in Sponsa, mater, virgo. La donna nel mondo biblico e patristico, Genova 1985, pp. 21-39
- La settimana della Passione nel Vangelo di Marco, in "Civiltà classica e cristiana", 6 (1985), pp. 241-251
- La polemica contro la religione di Stato in Aristofane, in La polis e il suo teatro, Padova, Editoriale Programma, 1986, pp. 149-183
- Gli "Uccelli" di Aristofane: utopia o satira politica?, in Atti del Convegno Nazionale di studi dell'A.I.C.C. su "La città ideale nella tradizione classica e biblico-cristiana" (Torino, 2-4 maggio 1985), a cura di R. Uglione, Torino, Regione Piemonte- Assessorato alla cultura, 1987, pp. 57-136
- Riflessioni pagane e cristiane sulla pace, in I filosofi e la pace. Atti del V Convegno tra studiosi di filosofia morale in memoria di Romeo Crippa, a cura di F. Baroncelli e M. Pasini, Genova, ECIG, 1987, pp. 53-77
- Apocalisse e correnti apocalittiche oggi, in Attualità dell'antico, a c. di M. G. Vacchina, Aosta 1988, pp. 199-207
- Angelologia e demonologia nell'Apocalisse di Giovanni, in L'autunno del diavolo. Atti del Convegno "Diabolos, Dialogos, Daimon" (Torino, 17-21 ottobre 1988), vol. I,  a c. di E. Corsini e E. Costa, Milano 1990, pp. 189-198
- Aspetti della pace in Aristofane, in Atti del Convegno Nazionale di studi dell'A.I.C.C. su "La pace nel mondo antico" (Torino, 9-11 aprile 1990), a cura di R. Uglione, Torino, Regione Piemonte- Assessorato alla cultura, 1991, pp. 73-93
- Per una nuova lettura dell'Apocalisse, in Atti del I Simposio di Efeso su s. Giovanni apostolo, a c. di L. Padovese, Roma 1991, pp. 75-97
- Paesaggio e natura in Fenoglio, in AA.VV., Beppe Fenoglio oggi. Atti del Convegno internazionale di San Salvatore Monferrato, 22-24 settembre 1989, a cura di G. Ioli, Milano, Mursia, 1991, pp. 13-32
- Appunti per una lettura teologica dell'Apocalisse, in Atti del II Simposio di Efeso su s. Giovanni apostolo, a cura di L. Padovese, Roma 1992, pp. 187-205
- L'Apocalisse nella "Divina Commedia", in Attualità dell'antico, vol. III,  a cura di M. G. Vacchina, Aosta 1992, pp. 139-148
- Da Esiodo al Neoplatonismo: una religione in cerca del Libro, in Vangelo, religioni, cultura. Miscellanea di studi in memoria di Mons. P. Rossano, a cura di R. Penna, Milano, Edizioni Paoline, 1993, pp. 25-41
- Cesare Pavese: religione, mito, paesaggio, in "Bollettino del Centro Studi Cesare Pavese", 1 (1993), pp. 31-41
- "Egli viene con le nubi". Le profezie messianiche di Daniele nel Vangelo di Marco e nell'Apocalisse, in Atti del IV Simposio di Efeso. su s. Giovanni apostolo, a c. di L. Padovese, Roma 1994, pp. 7-28
- Il bosco dei libri e il bosco della vita, in Boschi e foreste, a cura di U. Roello, ed. Gruppo Abele, 1994, pp. 16-22
- La donna e il dragone nel capitolo 12 dell'Apocalisse, in Miti di origine, miti di caduta e presenza del femminino nella loro evoluzione interpretativa. XXXII Settimana Biblica Nazionale (Roma, 14-18 sett. 1992), a c. di G. L. Prato, Ricerche Storico Bibliche, 6 (1994), pp. 255-266
- La lotta tra gli angeli buoni e gli angeli malvagi nell'Apocalisse di Giovanni, in Il demonio e i suoi complici. Dottrine e credenze demonologiche nella Tarda Antichità,  a c. di S. Pricoco, Soveria Mannelli (CZ) 1995, pp. 51-74
- Apocalisse e impero romano, in Cristianesimo e istituzioni politiche. Da Augusto a Costantino, a c. di E. Dal Covolo e R. Uglione, Roma 1996, pp. 25-50
- La bestia dalla terra dell'Apocalisse, in Atti del VI Simposio di Efeso su s. Giovanni apostolo, a c. di L. Padovese, Roma 1996, pp. 127-135
- Antigiudaismo e giudaismo spirituale nell'Apocalisse, in Atti del VII Simposio di Efeso su s. Giovanni apostolo, a c. di L. Padovese, Roma 1999, pp. 131-142
- Introduzione all'Apocalisse di San Giovanni, Torino, Fògola, 1999, pp. 72
- Dal caos al cosmo: il bello e il mostruoso nella tradizione greca e in quella biblico-cristiana, in AA.VV., Il volto di Cristo, Torino 1999, pp. 5-16 (sull'Apocalisse pp. 11-16)
- Apocalisse di Gesù Cristo secondo Giovanni, Torino 2002, pp. 454; 4ª rist. 2010
- I numeri nell'Apocalisse, in Apokalypsis. Percorsi nell'Apocalisse in onore di U. Vanni, a cura di E. Bosetti e A. Colacrai, Assisi 2005, pp. 391-416
- Citazioni dall’Apocalisse in alcuni luoghi danteschi, in «E 'n guisa d'eco i detti e le parole». Studi in onore di G. Bárberi Squarotti, Alessandria 2006, I, pp. 565-581
- Contributo in I silenzi, dalle Langhe alla Sicilia e alla Sardegna, a c. di U. Roello, Soveria Mannelli 2006, pp. 99-113
- Armagheddon, in L'indagine e la rima. Scritti per L. Braccesi, a cura di F. Raviola et al., Roma 2013, pp. 361-367